# Rafał Cieśla
Rafał Cieśla (ur. 16 marca 1967) – polski lekkoatleta specjalizujący się w krótkich biegach płotkarskich.

## Sukcesy sportowe

### krajowe
- trzykrotny medalista mistrzostw Polski w biegu na 110 metrów przez płotki: srebrny (Warszawa 1992) oraz dwukrotnie brązowy (Kraków 1989, Kielce 1991)
- czterokrotny srebrny medalista halowych mistrzostw Polski w biegu na 60 metrów przez płotki (Zabrze 1989, Spała 1990, Spała 1991, Spała 1992)

### międzynarodowe
- dwukrotny reprezentant Polski na halowych mistrzostwach świata: Budapeszt 1989, Sewilla 1991 (w obu przypadkach odpadł w biegach eliminacyjnych)
- dwukrotny reprezentant Polski na halowych mistrzostwach Europy: Haga 1989 (awans do półfinału), Genua 1992 (awans do finału – 7. miejsce)[1]

## Rekordy życiowe
- bieg na 60 metrów przez płotki – 7,63 – Spała 26/02/1992
- bieg na 110 metrów przez płotki – 13,66 – Warszawa 21/06/1992